# Miquel Baptista Gran
Miquel Baptista Gran Peris, también conocido como beato Bonaventura Gran o fray Bonaventura de Barcelona (Riudoms, 24 de noviembre de 1620-Roma, 11 de septiembre de 1684), fue un hermano lego franciscano español, fundador en 1662 en Roma del Sacro Retiro, conocido como la Riformella, pues no es estrictamente una nueva orden sino un movimiento de reforma dentro de la Orden de los Hermanos Menores Reformados de la Estricta Observancia. Proclamado beato por la Iglesia católica.

## Biografía
Hijo de Catalina y Miguel, modesto labrador, nació en Riudoms, en una modesta casa de la calle Butxaca que hoy lleva su nombre, el 24 de noviembre de 1620 y fue bautizado el mismo día con el nombre de Miguel Bautista. Acudió a la escuela hasta los ocho años, edad en la que comenzó a ayudar a su padre en las faenas agrícolas. Contrajo matrimonio concertado por su padre, que le obligó a casarse, pero la misma noche de la boda convenció a la joven esposa de que hiciera con él voto de castidad. La esposa, de la que los biógrafos de Gran ignoran el nombre, falleció dieciséis meses después, declarando a su madre y al arcediano de la catedral de Barcelona que moría virgen, lo que posibilitó que el padre de Gran le permitiese entrar en religión, como era su deseo. Tras vencer la resistencia del padre provincial, que atribuía a la reciente viudedad su deseo de ingresar en la orden, tomó el hábito franciscano en el noviciado de San Miguel de Escornalbou el 14 de julio de 1640, cambiando el nombre por el de Buenaventura, tomando el encargo de limosnero. Cuando, con motivo de la sublevación de Cataluña, los franceses entraron en la comarca, los frailes de Escornalbou se pusieron en fuga excepto fray Buenaventura, que abrió las puertas del convento para dar cobijo en él a los moradores de los alrededores y logró del general francés que se retirase del convento sin hacer daño a los que encontró allí reunidos y en oración ante el sacramento.
Tras el año de probación hizo los votos el 14 de julio de 1641. En 1643 acompañó a los padres que de Escornalbou salieron para fundar un convento observante en Mora de Ebro y en los años siguientes hasta su partida a Roma por órdenes de sus superiores cambió con frecuencia de convento, pasando por los de Tarrasa, Barcelona, Riudoms, Gerona y Figueras con oficio unas veces de portero y otras de cercante o de cocinero. En esta etapa se le atribuyen milagros y éxtasis. En marzo de 1658, con autorización para cuatro meses, partió hacia Roma, travesía acompañada de otros sucesos milagrosos.
En 1658 estaba en Roma para obtener del papa Alejandro VII la aprobación de su Riformella, y allí fijó su residencia en el convento de Sant'Isidoro a Capo le Case, fundado por otro lego franciscano recoleto, fray Pablo de Madrid, que había sido enviado a Roma en 1619 como procurador en la causa de beatificación de san Pedro de Alcántara.
Con ayuda del cardenal Barberini, protector de los franciscanos, que le dispensó de obediencia a otro prelado que a él, pudo vencer las resistencias que a su reforma oponían los superiores de su propia orden. El 20 de agosto de 1662 el papa aprobó la fundación del Sacro Retiro, que tenía por regla la primitiva de san Francisco de Asís, y se instaló con catorce compañeros en el convento de Santa María de las Gracias, en la región de la Sabinia, en lugar apartado y cercado de montañas, donde, como lego, aunque fuese el fundador tuvo oficio de cocinero. Carente de estudios y sin apenas saber leer, en 1666, con cargo de guardián, redactó y publicó en Nápoles las constituciones de su reforma, que dedicó al rey Carlos II de España. Algo más tarde fray Buenaventura obtuvo del cardenal Barberini unos terrenos para edificar desde sus cimientos el convento de su propia reforma en Roma con el título de San Bonaventura al Palatino, comenzando las obras en 1670. En 1677 entraron los religiosos a residir en él, aunque la iglesia no se pudo consagrar hasta poco después de su muerte, en 1689.
En 1679, a petición de los jurados riudomenses, envió desde Roma las reliquias de San Bonifacio, San Julián y San Vicente. Desde entonces, el segundo domingo de mayo se celebra en Riudoms la fiesta de las Santas Reliquias.

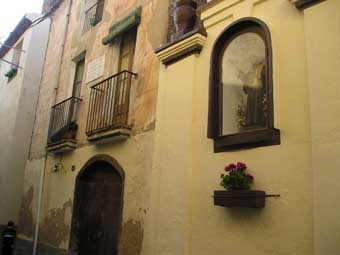
Casa de nacimiento del Beato con una capilla anexa con su imagen
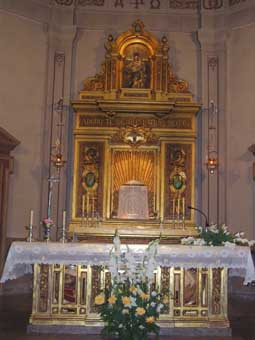
Altar del Santísimo, donde se guardan los restos del Beato
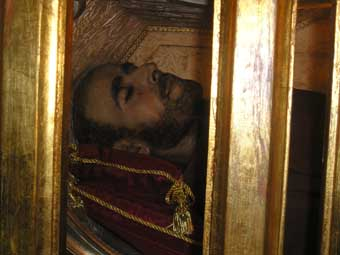
Imagen del Beato dentro de la urna

## Veneración
Fue declarado venerable el 8 de agosto de 1775 por el papa Pío VI]], y beatificado en 1906 por el papa Pío X, después de que se dieran por probadas dos curaciones consideradas milagrosas. Una de ellas se produjo en 1790, cuando una mujer que estaba en estado muy grave tras una caída de caballo, se curó al ser tocada por la reliquia del beato. La otra curación ocurrió en 1818, cuando otra mujer, que había quedado inconsciente durante tres días después de un parto, se recuperó al ser tocada por unas reliquias del venerable.
En Riudoms se conservan sus restos mortales desde 1972, cuando fueron trasladados desde Roma. Actualmente se encuentran en la capilla del Santísimo de la iglesia de San Jaime. En Riudoms existe una gran devoción por el beato y se celebra una fiesta en honor suyo, cada 24 de noviembre, en la que se sacan sus restos en procesión por el pueblo.